# Tafi jezik
Tafi jezik (ISO 639-3: tcd; tegbo), nigersko-kongoanski jezik uže skupine kwa kojim govori 4 400 ljudi (2003) u Gani blizu granice s Togom.
Tafi je jedan od tri jezika podskupine avatime-nyangbo koja s jezicima gbe (21), kebu-animere (2) i kposo-ahlo-bowili (4) čini širu skupinu left bank. U upotrebi je i jezik éwé [ewe].

## Vanjske poveznice
- Ethnologue (14th)
- Ethnologue (15th)